# Záblatí (okres Žďár nad Sázavou)
Záblatí (německy Sablat) je obec v okrese Žďár nad Sázavou v Kraji Vysočina. Žije zde 284 obyvatel.

## Historie
První písemná zmínka o obci pochází z roku 1376.
| Rok            | 1869 | 1880 | 1890 | 1900 | 1910 | 1921 | 1930 | 1950 | 1961 | 1970 | 1980 | 1991 | 2001 |
| Počet obyvatel | 274  | 265  | 242  | 220  | 220  | 230  | 224  | 186  | 191  | 184  | 173  | 165  | 168  |

## Pamětihodnosti
- Kříž u vesnice